# Rick Zumwalt
Pour les articles homonymes, voir Zumwalt.
Rick Zumwalt est un acteur et un pratiquant de bras de fer américain, né le 24 septembre 1951 et décédé le 19 mars 2003  à Desert Hot Springs, en Californie (États-Unis). Son rôle le plus connu est celui de Bob 'Bull' Hurley dans Over the Top : Le Bras de fer, en 1987.

## Biographie
Son rôle le plus célèbre est celui de Bob 'Bull' Hurley, un routier champion de bras de fer qui défie Sylvester Stallone dans Over the Top : Le Bras de fer, en 1987. Il apparaît dans plusieurs films où il n'a que des petits rôles comme dans Batman, le défi en 1992 où il est un homme de main du Pingouin.
Il décède d'une attaque cardiaque majeure le 19 mars 2003, à l'âge de 51 ans.

## Filmographie

### Télévision
- 1987 :  Werewolf (La Malédiction du loup-garou) - épisode 13 - La licorne  : Hank
- 1991 : The Owl : Packer

### Cinéma
- 1987 : Over the Top : Le Bras de fer (Over the Top) : Bob « Bull » Hurley
- 1987 : Disorderlies (en) de Michael Schultz : Huge cop
- 1987 : Penitentiary III de Jamaa Fanaka (en) : Joshua
- 1988 : The Big Turnaround (it) de Joe Cranston : Turk
- 1988 : Presidio, base militaire, San Francisco (The Presidio) : Bully in Bar
- 1989 : Criminal Act : Tiny
- 1989 : The Magic Boy's Easter (vidéo) : Soldier #3
- 1990 : Rockula : Boom Boom
- 1990 : Liberty & Bash : Ace
- 1991 : Missing Pieces : Mountain Man
- 1991 : Prime Target : Potsy
- 1992 : Batman, le défi (Batman Returns) : Tattooed Strongman
- 1993 : Un père en cavale (Father Hood) : Burly Guy
- 1998 : I Love You, But : Coach
- 1998 : Silence dans la nuit (In Quiet Night) : Prisoner
- 2001 : Skippy : Biker with Bandana